# Jacobus van der Puije
Jacobus van der Puije (vers 1754 – 24 juin 1781) est administrateur de la Compagnie néerlandaise des Indes occidentales. Il devient président du conseil (directeur général par intérim) de la Côte-de-l'Or néerlandaise en 1780.

## Biographie
Jacobus van der Puije est né à Middelburg dans une famille originaire de Sint-Maartensdijk. Il est le fils de William van der Puije (né en 1703). Il est gouverneur de Fort Crèvecoeur à Accra de 1776 à 1780, date à laquelle il succède à Pieter Woortman comme gouverneur colonial de toute la Côte-de-l'Or néerlandaise.
Jacobus van der Puije a une fille nommée Anna van der Puije avec une esclave nommée Asoewa. Anna van der Puije elle-même est également esclave et libérée pour 1 mark d'or, payé par Jacob Rühle, qui l'a ensuite épousée. Il a aussi un fils, Peter van der Puije (né vers 1775), avec une femme Ga locale d'Accra par le nom de Ayeley Ablah.

## Héritage
Jacobus van der Puije est l'ancêtre patrilinéaire direct de la famille Vanderpuije (parfois orthographiée Vanderpuye) au Ghana comprenant les hommes politiques Alfred Oko Vanderpuije, Edwin Nii Lante Vanderpuye et Isaac Nii Djanmah Vanderpuye, la journaliste Claudia-Liza Armah-Vanderpuije, l'acteur William Vanderpuye et le musicien Joseph Bartlett-Vanderpuye.